# Monte di Mezzo
Monte di Mezzo este o arie protejată (arie de protecție specială avifaunistică — SPA) din Italia întinsă pe o suprafață de 313 ha, integral pe uscat.

## Localizare
Centrul sitului Monte di Mezzo este situat la coordonatele 41°45′29″N 14°12′46″E / 41.757953°N 14.212703°E.

## Înființare
Situl Monte di Mezzo a fost declarat arie de protecție specială avifaunistică în octombrie 1988 pentru a proteja 21 de specii de animale.

## Biodiversitate
Situată în ecoregiunea mediteraneană, aria protejată conține 2 habitate naturale: Păduri de fag din Apenini cu Abies alba și păduri de fag cu Abies nebrodensis, Păduri de fag din Apenini cu Taxus și Ilex.
La baza desemnării sitului se află mai multe specii protejate:
- păsări (15): acvilă de munte (Aquila chrysaetos), șerpar (Circaetus gallicus), botgros (Coccothraustes coccothraustes), porumbel de scorbură (Columba oenas), ciocănitoare pestriță mare (Dendrocopos major), Dryobates minor, presură de grădină (Emberiza hortulana), șoim călător (Falco peregrinus), șoimul rândunelelor (Falco subbuteo), vânturel de seară (Falco vespertinus), muscar-gulerat (Ficedula albicollis), sfrâncioc roșiatic (Lanius collurio), viespar (Pernis apivorus), huhurez mic (Strix aluco), sturzul de vâsc (Turdus viscivorus)
- mamifere (3): lupul (Canis lupus), liliacul mare cu potcoavă (Rhinolophus ferrumequinum), liliacul mic cu potcoavă (Rhinolophus hipposideros)
- nevertebrate (3): croitorul mare al stejarului (Cerambyx cerdo), fluturele de noapte (Eriogaster catax), Euplagia quadripunctaria

Pe lângă speciile protejate, pe teritoriul sitului au mai fost identificate 13 specii de plante, 6 specii de mamifere.